# Taufbecken (Montluçon)

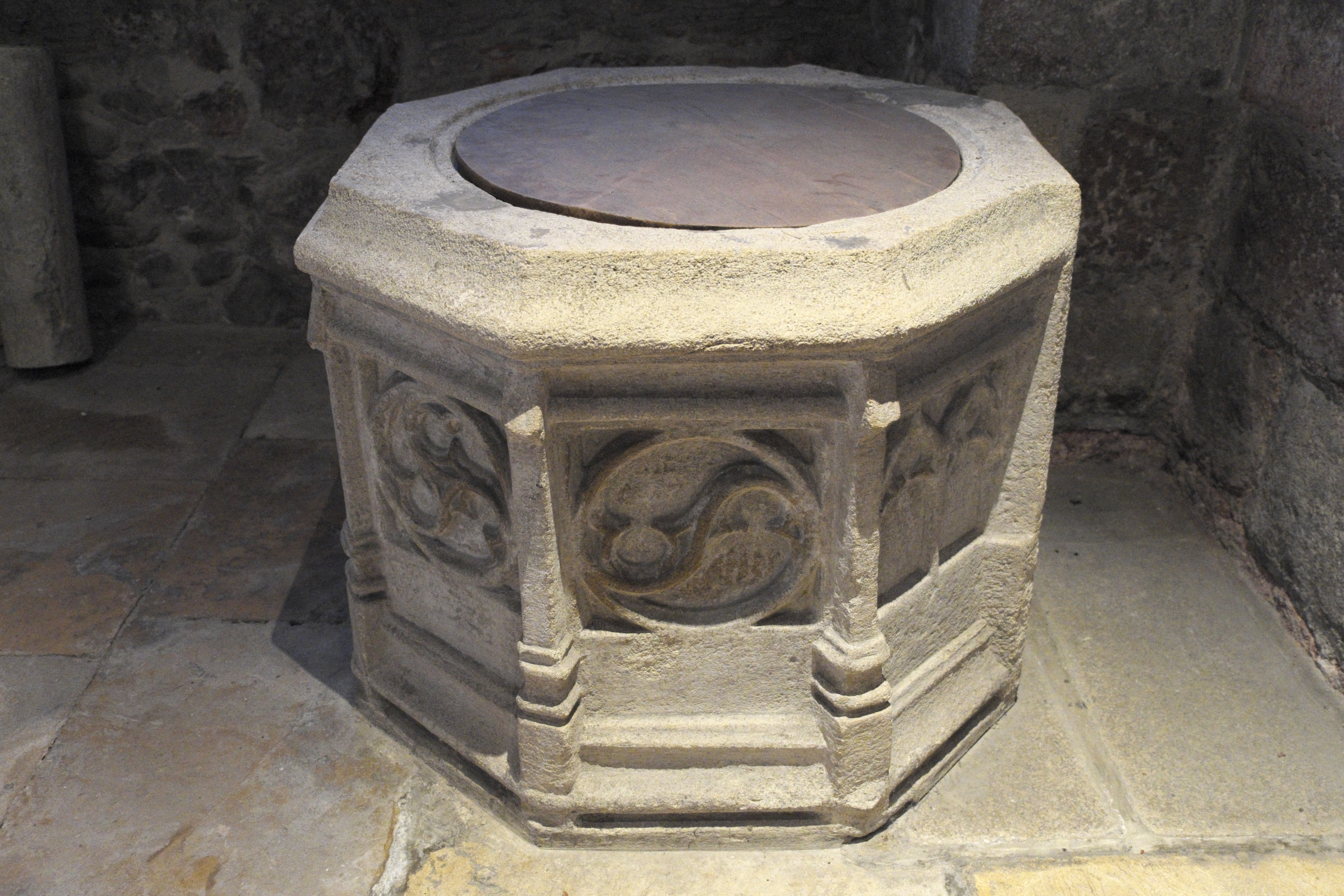
Taufbecken in Montluçon

Das Taufbecken in der Kirche St-Pierre in Montluçon, einer französischen Gemeinde im Département Allier der Region Auvergne-Rhône-Alpes, wurde im 15. Jahrhundert geschaffen. Das Taufbecken aus Stein ist seit 1924 als Monument historique in die Liste der geschützten Objekte (Base Palissy) in Frankreich aufgenommen. 
Das achteckige Becken besitzt an allen Ecken einen Pilaster als Dekoration. Auf den Flächen dazwischen sind Maßwerkfenster und Rosetten als Bas-reliefs dargestellt.